# Gložan
Gložan (cyr. Гложан) – wieś w Serbii, w Wojwodinie, w okręgu południowobackim, w gminie Bački Petrovac. W 2011 roku liczyła 2002 mieszkańców.